# Rudolf Žejdlic ze Šenfeldu
Rudolf Žejdlic ze Šenfeldu (1590 – 28. září 1622 Choceň) byl český šlechtic z rodu Žejdliců, majitel panství Polná-Přibyslav.
Jeho otec Hertvík Žejdlic ze Šenfeldu koupil polensko-přibyslavské panství 3. listopadu 1597 od Jáchyma Oldřicha z Hradce za 119 000 míšeňských zlatých. Majetek zdědil Jan Žejdlic, jenž zemřel v roce 1609, a tak panství získal Rudolf.
V roce 1618 se postavil na stranu českých stavů proti císaři. Podporu pro české povstání hledal ve Francii. Začátkem roku 1620 pobýval na pozvání na polenském hradě král Fridrich Falcký. 8. listopadu 1620 se účastnil bitvy na Bílé hoře spolu se svým vojskem. Po porážce stavů mu zkonfiskovali celým majetek, Polná byla dočasně zastavena královskému místodržícímu Jaroslavu Bořitovi z Martinic, který na panství dohlížel až do roku 1622.
Zemřel jako poslední mužský potomek polenské větve Žejdliců. Údajně měl být otráven na zámku v Chocni. Po jeho smrti na něj podal císařský kurátor žalobu za rebelii proti císaři a kvůli tomu dostaly Rudolfovy sestry Anna, Marie a Ester pouze část z původního jmění formou finančního narovnání. Na příkaz Bořity z Martinic jej v tichosti pohřbili 11. listopadu 1622. Jeho ostatky byly tajně převezeny do Polné a uloženy do rodinné hrobky v chrámu Nanebevzetí Panny Marie.